# 二宮町 (神戸市)
二宮町（にのみやちょう）は兵庫県神戸市中央区の町名。現行行政地名は二宮町一丁目から二宮町四丁目。郵便番号651-0093。

## 地理
中央区中心部の事務所ビル・商店・住宅の混在する住宅・商業地域。旧・葺合区西部の阪急神戸線北側の区域にあたる。
北は生田町、南は琴ノ緒町を挟み東から若菜通、国香通、西は布引町。JR三ノ宮駅の北側に位置する町域。東から順に一～四丁目が設置されている。
町域内には生田裔神八社の一つ二宮神社がある。なお、二宮商店街と二宮筋商店街の「二宮」も二宮神社に由来するが、隣接する琴ノ緒町にある。

## 歴史

### 地名の由来
町名は二宮神社に由来する。

### 沿革
明治32年（1899年）に葺合二宮町として神戸市葺合の一部から成立。昭和6年（1931年）葺合区に所属するまで「葺合」を冠称。昭和55年（1980年）より生田区との合併により、中央区に所属。
- 明治29年（1896年）：兵庫県立神戸尋常中学校（現・兵庫県立神戸高等学校）創立。明治32年に神戸中学校、明治41年に第一神戸中学校と改称し、昭和13年灘区へ移転。
- 明治38年（1905年）：阪神電気鉄道開通。
- 大正元年（1912年）：神戸電気鉄道（後の神戸市電）布引線開通。
- 大正7年（1918年）：神戸市立二宮尋常小学校（後の二宮小学校）設立。
- 昭和6年（1931年）：国鉄（現JR）三ノ宮駅が現在地に移転。
- 昭和11年（1936年）：阪神急行電鉄（現阪急電鉄）が三宮へ高架で乗り入れ。
- 昭和58年（1983年）：神戸新交通ポートアイランド線開通。
- 昭和60年（1985年）：神戸市営地下鉄開通。
- 平成9年（1997年）：神戸市立二宮小学校が廃校（神戸市立中央小学校に統合）。

## 人口統計
- 第18回国勢調査（2005年10月1日現在）での世帯数2,088、人口3,547、うち男性1,667人、女性1,880人[1]。
- 昭和63年（1988年）の世帯数1,369・人口3,107[2]。
- 昭和35年（1960年）の世帯数1,424・人口6,014[2]。
- 大正9年（1920年）の世帯数1,462・人口6,014[2]。

## 施設

### 一丁目
- 市立二宮児童館
- 市営二宮住宅

### 二丁目
- 二宮公園
- 真宗大谷派善行寺

### 三丁目
- 二宮神社
- 神戸布引郵便局
- 兵庫県警葺合警察署二宮交番
- 神戸クアハウス

### 四丁目
- 高野山真言宗[3]融通尊寺
- ホテルピエナ神戸
- 湯あそびひろば 二宮温泉（銭湯）